# Parada Sete de Setembro
A Parada Sete de Setembro é uma das estações do VLT Carioca, situada no Rio de Janeiro, entre a Parada Candelária e a Parada Carioca. Faz parte da Linha 1 e da Linha 3.
Foi inaugurada em 5 de junho de 2016. Localiza-se no cruzamento da Avenida Rio Branco com a Rua Sete de Setembro. Atende o bairro do Centro.